# 毎日新聞北海道センター
株式会社毎日新聞北海道センター（まいにちしんぶん・ほっかいどうセンター）は毎日新聞北海道支社で発行される毎日新聞、スポーツニッポン、および委託受注による聖教新聞、公明新聞を印刷する会社で、北広島市にある。

## 沿革
1959年4月15日、毎日新聞北海道発行所（1977年東京本社に吸収合併、1979年北海道支社に移行）が札幌市中央区北2条に設立され、5月1日から毎日新聞北海道版、続いて5月31日からスポニチ北海道版の発行を開始した。1961年から聖教新聞社からの委託を受け聖教新聞、1964年からは公明党からの委託を受け公明新聞のそれぞれ受注印刷を開始する。このうち両新聞社からの委託は1969年11月から中断していたが、聖教新聞は1980年1月3日から、公明新聞は1998年3月から委託受注を再開している。
1970年9月24日、札幌市中央区北4条に北海道発行所の新社屋となる毎日札幌会館が完成するにあたり、印刷工場も移転。
1989年、これまで使用していたスーパー輪転機を撤去する代わりに、東京本社から15型輪転機の譲渡移設を受けるほか、ニュークラウナーサテライト型輪転機を増設、1995年から小型オフセット印刷機を設置。
1998年11月、旭川市に分場となる旭川印刷所を開設。
2000年4月1日、毎日新聞北海道支社から印刷部門を分離し、現在の「株式会社毎日新聞北海道センター」が設立される。同年11月13日、北広島市大曲に新工場が設立され、札幌市の北海道支社から印刷工場を前面移設。2004年4月29日に旭川印刷所が閉鎖され、北海道内での毎日新聞の印刷拠点を北広島市に一本化する。
2008年7月、第34回主要国首脳会議（北海道洞爺湖サミット）が開催されるにあたって、英字新聞「ジャパンタイムズ」と「ウォール・ストリート・ジャーナルアジア版」から期間限定による、委託受注印刷を行う。
2009年、これまでの製版工程を短縮することを目的にCTP導入。製版を廃止した。同年6月から東京スポーツの委託受注を開始（〜2017年12月28日）。
2011年、「毎日新聞印刷クオリティー大賞」を初めて獲得（2012年も受賞）。
2012年、ブロック紙・北海道新聞社グループの道新総合印刷、2013年には苫小牧市の地方紙・苫小牧民報とそれぞれ災害時の緊急総合印刷協定を締結した。
2020年10月1日、苫小牧民報の委託印刷を開始。

## 会社概要
- 本社・印刷所　北広島市大曲工業団地8-3-4
- 設立　2000年4月1日（毎日新聞北海道支社より分離・独立）
- 主要株主　毎日新聞社、スポーツニッポン新聞社、東日印刷
- 発行印刷物　毎日新聞、スポーツニッポン、聖教新聞、公明新聞のそれぞれ北海道版、その他出版物